# Derveni

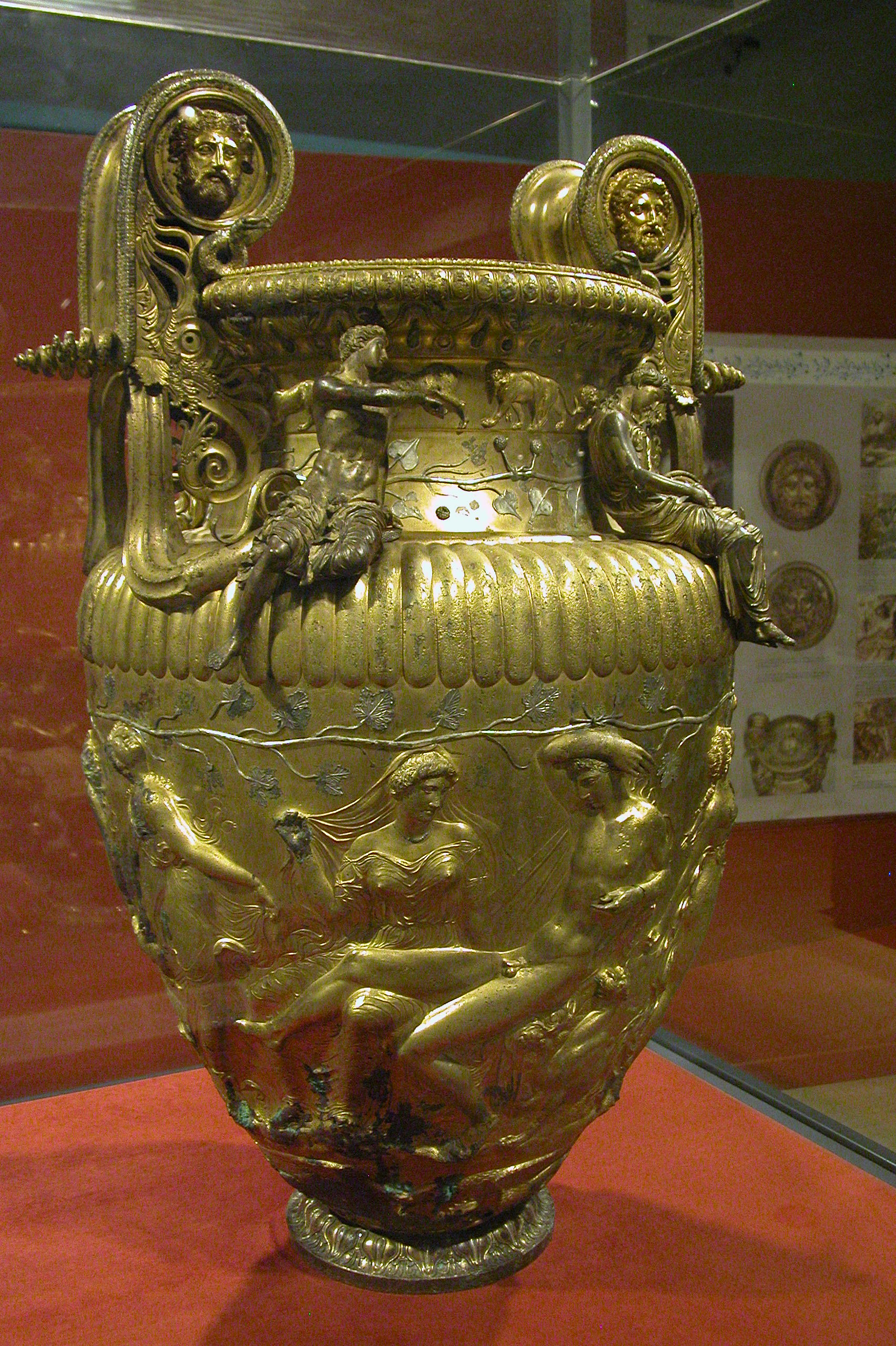
Il cratere di Derveni (altezza: 90,5 cm) presso il Museo archeologico di Salonicco.

Derveni (in greco  Δερβένι?) è una località situata tra Efkarpia e Lagyna, a circa dieci chilometri a nord-est di Salonicco.
Derveni ospita un sito archeologico nel quale è stata portata alla luce una necropoli, parte di un cimitero dell'antica città di Lete. Nel sito sono stati rinvenuti diversi preziosi artefatti, tra cui il papiro di Derveni e il cratere di Derveni.